# 天蓝蓝 (宋祖英歌曲)
《天蓝蓝》是乔羽作词、徐沛东作曲、宋祖英演唱的一首歌曲。

## 荣誉
- 2009年，《天蓝蓝》获得中国第11届精神文明建设五个一工程奖优秀作品奖。[1]
- 2011年，宋祖英在央视春晚上演唱这首歌曲，64名来自黔东南的演员带着“侗族大歌元素”为宋祖英伴唱。最终，这首歌获得当年“我最喜爱的春晚节目”歌舞类一等奖。[2]